# Vatutine
Vatutine (ukrainska: Ватутіне βɑˈtutʲinɛ uttal (fil); ryska: Ватутино) är en stad belägen i Tjerkasy oblast i centrala Ukraina. Folkmängden uppgick till 15 763 invånare år 2022. Staden grundades som ett gruvsamhälle 1946 och fick stadsrättigheter 1952.
Vatutine är ett industricentrum med brytning av brunkol, granit och kaolin samt tillverkning av briketter.